# Sigismund Gondola
Sigismund Gondola (tudi Frano grof Gundulić), hrvaški plemič, teolog, škof in prostozidar, * 1711, † 1774.
Bil je škof Paderborna in član prostozidarske lože Tri počela.